# Ремалар
Ремала́р (фр. Rémalard) — колишній муніципалітет у Франції, у регіоні Нормандія, департамент Орн. Населення — 1278 осіб (2011).
Муніципалітет був розташований на відстані близько 130 км на захід від Парижа, 120 км на південний схід від Кана, 55 км на схід від Алансона.

## Історія
До 2015 року муніципалітет перебував у складі регіону Нижня Нормандія. Від 1 січня 2016 року належав до нового об'єднаного регіону Нормандія.
1 січня 2016 року Ремалар, Беллу-сюр-Юїн i Дорсо було об'єднано в новий муніципалітет Ремалар-ан-Перш.

## Демографія
Динаміка населення (Insee ):
Розподіл населення за віком та статтю (2006):
| Стать | Всього | До 15 років | 15-24 | 25-44 | 45-64 | 65-85 | Понад 85 |
| --- | ------ | ----------- | ----- | ----- | ----- | ----- | -------- |
| Чоловіки | 648    | 108         | 84    | 164   | 168   | 112   | 12       |
| Жінки | 604    | 72          | 28    | 140   | 180   | 172   | 12       |
| \| Статево-вікова піраміда \| Статево-вікова піраміда \| Статево-вікова піраміда \| \| ----------------------- \| ----------------------- \| ----------------------- \| \| Чоловіки \| Вік \| Жінки \| \| 12 \| 85 + \| 12 \| \| 24 \| 80-84 \| 48 \| \| 44 \| 75-79 \| 40 \| \| 20 \| 70-74 \| 52 \| \| 24 \| 65-69 \| 32 \| \| 32 \| 60-64 \| 36 \| \| 44 \| 55-59 \| 44 \| \| 64 \| 50-54 \| 48 \| \| 28 \| 45-49 \| 52 \| \| 64 \| 40-44 \| 48 \| \| 32 \| 35-39 \| 40 \| \| 48 \| 30-34 \| 24 \| \| 20 \| 25-29 \| 28 \| \| 40 \| 20-24 \| 8 \| \| 44 \| 15-20 \| 20 \| \| 36 \| 10-14 \| 20 \| \| 32 \| 5-9 \| 16 \| \| 40 \| 0-4 \| 36 \| |        |             |       |       |       |       |          |
| Статево-вікова піраміда |        |             |       |       |       |       |          |
| Чоловіки | Вік    | Жінки       |       |       |       |       |          |
| 12 | 85 +   | 12          |       |       |       |       |          |
| 24 | 80-84  | 48          |       |       |       |       |          |
| 44 | 75-79  | 40          |       |       |       |       |          |
| 20 | 70-74  | 52          |       |       |       |       |          |
| 24 | 65-69  | 32          |       |       |       |       |          |
| 32 | 60-64  | 36          |       |       |       |       |          |
| 44 | 55-59  | 44          |       |       |       |       |          |
| 64 | 50-54  | 48          |       |       |       |       |          |
| 28 | 45-49  | 52          |       |       |       |       |          |
| 64 | 40-44  | 48          |       |       |       |       |          |
| 32 | 35-39  | 40          |       |       |       |       |          |
| 48 | 30-34  | 24          |       |       |       |       |          |
| 20 | 25-29  | 28          |       |       |       |       |          |
| 40 | 20-24  | 8           |       |       |       |       |          |
| 44 | 15-20  | 20          |       |       |       |       |          |
| 36 | 10-14  | 20          |       |       |       |       |          |
| 32 | 5-9    | 16          |       |       |       |       |          |
| 40 | 0-4    | 36          |       |       |       |       |          |

## Економіка
2010 року серед 739 осіб працездатного віку (15—64 років) 501 була активною, 238 — неактивними (показник активності 67,8%, у 1999 році було 76,2%). З 501 активної мешканців працювали 434 особи (238 чоловіків та 196 жінок), безробітними було 67 (26 чоловіків та 41 жінка). Серед 238 неактивних 49 осіб було учнями чи студентами, 111 — пенсіонерами, 78 були неактивними з інших причин.

У 2010 році в муніципалітеті числилось 620 оподаткованих домогосподарств, у яких проживали 1272,0 особи, медіана доходів виносила 15 766 євро на одного особоспоживача